# Large Zenith Telescope
De Large Zenith Telescope (LZT) is een spiegeltelescoop met een vloeibaarmetaalspiegel. Hij staat in het Malcolm Knapp Research Forest van de University of British Columbia, ca. 70 km ten oosten van Vancouver (Canada). Met een spiegeldiameter van 6 m behoort hij tot de grootste telescopen ter wereld.
Een zenittelescoop kan alleen recht omhoog kijken, dus naar het zenit. Hij kan niet worden gericht. De LZT wordt dan ook gebruikt voor het opnemen van doorgangsbeelden, hetgeen wil zeggen dat de aardrotatie ervoor zorgt dat sterren op de sensor worden afgebeeld, terwijl het latente beeld in de sensor elektronisch synchroon met deze rotatie wordt meebewogen en wordt uitgelezen vlak voordat het buiten de sensor zou komen.
Tegenover deze beperking staat dat de veel goedkopere constructie van een vloeibaarmetaalspiegel kan worden toegepast, een langzaam ronddraaiende bak met kwik. Dergelijke spiegels kunnen tegen betrekkelijk lage kosten veel groter worden gemaakt dan glazen spiegels, waardoor zij een grotere lichtopbrengst hebben.
De telescoop maakt gebruik van een aantal onderdelen van 3-metertelescoop van het NASA Orbital Debris Observatory, die een paar jaar eerder buiten gebruik was gesteld.